# Lorenzo Ranco
Vitto Lorenzo Maria Ranco (Alessandria, 3 gennaio 1813 – Torino, 24 aprile 1877) è stato un politico italiano.

## Biografia
Fu eletto Deputato del Regno di Sardegna nella II legislatura e nella III, per il collegio di Staglieno.